# 宮川一郎
宮川 一郎（みやがわ いちろう、1925年11月18日 - 2008年12月12日）は、日本の脚本家。本名は眞木壮介（まき そうすけ）。岐阜県飛騨市古川町出身。

## 経歴
東京大学文学部卒業後、新東宝企画部に入社。助監督、宣伝担当、企画担当を経て、1957年の『鋼鉄の巨人』を皮切りに『隠密将軍と喧嘩大名』や『人形佐七捕物帖 裸姫と謎の熊男』『地獄』（中川信夫監督）などを執筆。1961年の新東宝倒産時に同社を退社し、中川信夫から「この男は使える」と東映に推薦され、東大の先輩・岡田茂プロデューサーにホンを読んでもらったら「お前のシナリオは説教くさい。面白いとこだけつなげろ」と大蔵貢と同じことを言われ娯楽映画の本質を学び、書き直して再提出し1963年に東映と契約した。新東宝企画部の社員は宮川以外は全員、電通と博報堂に行った。新東宝では大蔵貢と二人で打ち合わせし、脚本が採用か不採用か決まったが、東映では岡田茂の前でホン読みをするのにはビックリしたという。桂千穂は師匠・白坂依志夫は勿論、宮川のシナリオに大きな影響を受けたと話している。東映京都では『銭形平次捕物控』『天保遊侠伝 代官所破り』の他、『間諜』（原作も）など、東映の映画やテレビ時代劇を多数手掛けた。1968年フリー。以降も映画・テレビのシナリオを量産し、総本数は4000本に及んだ。ベストセラーになって映画化もされたジェームズ・クラベル『将軍』の翻訳は、売れないと思ったため印税契約にしなかったという。
墓所は新宿区長巌寺。
長男は映像プロデューサー兼ジェンコ代表取締役の真木太郎。

## 作風
テレビ時代劇に大胆なアイデアを導入したプログラムピクチャーの名手。『水戸黄門』では印籠シーンや風車の弥七・風車手裏剣を起用。同作第39部では第1話を担当し、亡くなる直前も最終話(第23話)を執筆中だった。享年83。

## 脚本作品（映画）
- 鋼鉄の巨人（1957年7月30日、新東宝）

　　のちにスーパージャイアンツシリーズとなるヒット作の第一作。
- 続鋼鉄の巨人（1957年8月13日、新東宝）
- 鋼鉄の巨人 怪星人の魔城（1957年10月1日、新東宝）
- 鋼鉄の巨人 地球滅亡寸前（1957年10月8日、新東宝）
- スーパージャイアンツ 人工衛星と人類の破滅（1957年12月28日、新東宝）
- スーパージャイアンツ 宇宙艇と人工衛星の激突（1958年1月3日、新東宝）
- スーパージャイアンツ 宇宙怪人出現（1958年4月28日、新東宝）
- 隠密将軍と喧嘩大名（前後篇）（1958年9月7日、14日、新東宝）
- 続スーパー・ジャイアンツ 悪魔の化身（1959年3月27日、富士映画）
- 続スーパー・ジャイアンツ 毒蛾王国（1959年4月24日、富士映画）
- 闘争の広場（1959年6月19日、新東宝）
- 人形佐七捕物帖　裸姫と謎の熊男（1959年12月13日、新東宝）
- 黒線地帯（1960年1月13日、新東宝）
- 地獄（1960年7月30日、新東宝）
- 東海道非常線警戒（1960年12月10日、新東宝）
- 南郷次郎探偵帳 影なき殺人者（1961年4月19日、新東宝）
- 黒と赤の花びら（1962年1月14日、佐川プロ）
- 狐雁一刀流（1963年5月8日、東映）
- 恋は神代の昔から（1963年6月2日、東映）
- 銭形平次捕物控（1963年10月13日、東映）
- 間諜（1964年9月16日、東映） - 原作
- 黒の盗賊（1964年12月24日、東映）
- 大勝負（1965年5月8日、東映）
- 怪談片目の男（1965年9月4日、東映）
- 天保遊侠伝 代官所破り（1965年10月24日、東映）
- 野郎に国境はない（1965年11月13日、日活）
- ギャング頂上作戦（1965年12月18日、東映）
- 脅迫（おどし）（1966年2月17日、東映）
- 関東やくざ嵐（1966年5月3日、東映）
- 女は復讐する（1966年10月15日、テアトルプロ）
- 逃亡列車（1966年12月24日、日活）
- 男の顔は切札（1966年12月24日、日本電映）
- 侠客道（1967年5月3日、東映）
- 侠客の掟（1967年10月10日、東映）
- 眠狂四郎悪女狩り（1969年1月11日、大映）
- めくらのお市物語 真っ赤な流れ鳥（1969年3月15日、京都映画）
- 殺すまで追え 新宿25時（1969年4月12日、松竹）
- 七つの顔の女（1969年6月21日、松竹）
- 喜劇 深夜族（1969年8月27日、松竹）
- 刺客列伝（1969年12月6日、日活）
- 悪名一番勝負（1969年12月27日、大映）
- 女組長（1970年1月15日、大映）
- 待ち伏せ（1970年3月21日、三船プロ）
- 喜劇　冠婚葬祭入門（1970年10月28日、松竹）
- 藤圭子 わが歌のある限り（1971年7月10日、松竹）
- 必殺仕掛人 梅安蟻地獄（1973年9月29日、松竹）
- 反逆の旅（1976年9月4日、松竹）

## 脚本作品（TV）

### ドラマ
- 鉄腕アトム（1959年 - 1960年、フジテレビ）※ 実写版
- チャンピオン太（1962年、フジテレビ）
- 東京警備指令 ザ・ガードマン（1965年、TBS）
- バックナンバー333（1965年 - 1966年、ABC）
- 土曜日の虎（1966年、TBS）
- ローンウルフ 一匹狼（1967年、日本テレビ）
- 夜の主役（1968年、日本テレビ）
- オレとシャム猫（1969年、TBS）
- 江戸川乱歩シリーズ 明智小五郎（1970年、東京12チャンネル）
- 江戸川乱歩の美女シリーズ（1977年、テレビ朝日）
- 年ごろ家族（1984年、TBS）
- 東芝日曜劇場（TBS）
  - 「微笑みの秋」（1988年）
  - 「夕やけ小やけでまだ日は暮れぬ」（1992年）
- やっとかめのやっとかめ探偵団（1996年 - 2000年、CBC）

### 時代劇
- あゝ忠臣蔵（1969年、関西テレビ・東映）
- 水戸黄門（1969年 - 2011年、TBS・C.A.L） - 2008年までに74本のシナリオを手掛けた。
- 大江戸捜査網（1970年、東京12ch）
- 怪談（1972年、毎日放送・歌舞伎座テレビ室）
- 無宿侍 第11話-最終話（1973年、フジテレビ）
- 右門捕物帖（1974年 - 1975年、NET・東映）
- 新五捕物帳（1977年、日本テレビ / ユニオン映画）
- 雲霧仁左衛門

天知茂版（1979年、関西テレビ）
山崎努版（1995年、フジテレビ）
中井貴一版（2013年、NHK BSプレミアム）
- 浮浪雲（1990年 - 1991年、TBS）
- 乾いて候（1993年、フジテレビ）
- 初蕾（2003年、TBS）
- 国盗り物語（2005年、テレビ東京）

### 刑事ドラマ・アクションドラマ
- ダイヤル110番（1957年、日本テレビ / よみうりテレビ）
- 月曜日の男（1961年、TBS）
- 七人の刑事（1962年、TBS）
- 第7の男（1964年、フジテレビ）
- 刑事さん 第1シリーズ（1967年、NET）
- 刑事さん 第2シリーズ（1968年、NET）
- 東京コンバット（1969年、フジテレビ）
- 非情のライセンス（1973年、テレビ朝日）
- 大捜査線（1980年、フジテレビ）
- はぐれ刑事純情派（1988年、テレビ朝日）

### 2時間ドラマ
- 火曜サスペンス劇場（NTV系）
  - 「松本清張の花氷」（1982年3月）
  - 「松本清張の坂道の家」（1983年2月）
  - 「女監察医室生亜季子」シリーズ
  - 「雨月荘殺人事件」（和久峻三原作）（1988年10月）
  - 「盲人探偵松永礼太郎」シリーズ
  - 「松本清張スペシャル・捜査圏外の条件」（1989年7月4日OA）
  - 「魔術はささやく」（1990年4月）
  - 「松本清張スペシャル・危険な斜面」（1990年10月）
  - 「松本清張作家活動40年記念・たづたづし」（1992年1月）
- 松本清張サスペンス 隠花の飾り「足袋」「百円硬貨」（KTV系、1986年）
- スペシャルドラマ「チャオチャオたこかいな〜たこやきルネッサンスや。〜」（MBS・TBS系、1986年）
- 終戦記念日特別企画「愛と哀しみの海 戦艦大和の悲劇」（TBS系、1990年）
- 土曜ワイド劇場（ANB系）
  - 「尼さん探偵」シリーズ
- 女と愛とミステリー（TX系）
  - 「てのひらの闇」（2001年2月）
- 「美空ひばり誕生物語-おでことおでこがぶつかって」（2005年）

## 漫画原作
- 『宇宙怪人出現』横山まさみち絵 富士見出版社 1959
- 『スーパージャイアンツ』桑田次郎,一峰大二,横山まさみち、吉田竜夫絵　講談社 1961

## シナリオ集
- 宮川一郎脚本傑作選
- 『宮川一郎の仕事 自選シナリオ集』ワイズ出版　2000

## その他の著述
- 『あした泣く』三笠書房 1978
- 『微笑天使』三笠書房 1981

### 翻訳
- ジェームズ・クラベル『将軍』（綱淵謙錠監修）TBSブリタニカ 全3巻、1980／扶桑社 全4巻、2024